# Kevin Keegan
Joseph Kevin Keegan, född 14 februari 1951 i Armthorpe, Yorkshire, är en engelsk före detta fotbollsspelare och manager, känd som Liverpool:s största stjärna på 1970-talet. Keegan vann tre ligaguld, en FA-cuptitel, två Uefa-cuptitlar och en Europacuptitel innan han lämnade England för Hamburg där han två år i rad utsågs till Europas bäste spelare, 1978 och 1979. Efter spelarkarriären har Keegan med framgång verkat som tränare i bland andra Newcastle och Fulham men också som förbundskapten för Englands herrlandslag.

## Meriter

### Klubblag
Liverpool
- Engelsk mästare: 1973, 1976, 1977
- FA-cupen: 1974
- Uefacupen: 1973, 1976
- Europacupen: 1976

 Hamburger SV
- Västtysk mästare: 1979

### Landslag
England (Spelare)
- A-landskamper: 63 (21 mål)
- VM-slutspel: 1982
- EM-slutspel: 1980

 England (Förbundskapten)
- EM-slutspel: 2000

### Individuellt
- Årets europeiska spelare: 1978, 1979
- Årets spelare i England: 1976 (Utsedd av pressen), 1982 (Utsedd av spelarna)
- Med på listan FIFA 100 som en av världens 125 bästa nu levande spelare, utsedd av Pelé 2004
- Invald i engelska fotbollens Hall of Fame 2002
- Framröstad som nr 8 i Liverpool FC:s fans-omröstning av "spelare som berört ståplatsläktaren 'The Kop' mest"